# حسن بن عبد الله آل الشيخ
حسن بن عبدالله بن حسن آل الشيخ (1933- 1987) كاتب وتربوي سعودي، ولد سنة 1933م في المدينة المنورة، وتلقى تعليمه في مكة المكرمة، وسبق له العمل كوزيراً للمعارف (وزارة التعليم السعودية سابقاً) وهو من أصغر الوزراء السعوديين سنّاً، إذ تولى وزارة المعارف السعودية بعد الملك فهد بن عبد العزيز آل سعود عام 1961م، وهو في سن التاسعة والعشرين، بعد أن تولى مناصب في رئاسة القضاء ما بين عامي (1947م-1961م)، تلى ذلك توليه لرئاسة الندوة العالمية للشباب الإسلامي، ثم توليه لوزارة التعليم العالي عام 1975م، كتب عدة مقالات متفرقة في الصحف، وصدرت له 6 كتب، منها كتاب عن سلك القضاء بعنوان (التنظيم القضائي في المملكة العربية السعودية) عام 1983م، وكتابي (كرامة الفرد في الإسلام) و (المرأة كيف عاملها الإسلام)، فيما كانت أول إصداراته عبارة عن مجموعة مقالات تتناول البناء السليم للمجتمع بعنوان (دورنا في الكفاح) عام 1963م، بقي في منصبه كوزيراً للتعليم العالي حتى وفاته عام 1987م.

## نسبه
هو حسن بن عبدالله بن حسن بن حسين بن علي بن حسين بن الإمام محمد بن عبد الوهاب. وهو من أسرة آل الشيخ وهم من آل عشيرة من المعاضيد من فخذ آل زاخر الذين هم بطن من الوهبة من بني حنظلة من قبيلة بني تميم.

## مولده ونشأته
ولد في المدينة المنورة في صيف عام 1352هـ أثناء تواجد والده فيها حينما كان رئيساً للقضاة بالمنطقة الغربية من المملكة العربية السعودية.
نشأ في مكة المكرمة في بيت والده المطل على المسجد الحرام في حي الداودية .

## حياته العلمية
- درس المرحلة الابتدائية في المدرسة الرحمانية بمكة المكرمة.
- التحق باالمعهد العلمي السعودي بمكة وتخرج فيه بتفوق.
- التحق بكلية الشريعة بمكة المكرمة عام 1371هـ وتخرج فيها.[3]

## مناصبه
- عين نائباً لرئيس القضاة.
- عين وزيراً للمعارف بعد أخيه الشيخ عبدالعزيز بن عبدالله بن حسن آل الشيخ وهو في التاسعة والعشرين من عمره.
- عين وزيراً للصحة
- عين وزيراً للتعليم العالي وهو آخر منصب شغله قبل وفاته.[4]

## أعماله
- نائب الرئيس الأعلى للجامعات.
- نائب رئيس المجلس الأعلى الموحد للجامعات.
- رئيس لمجلس دارة الملك عبد العزيز.[5]
- ساهم في الكتابة الأدبية والاجتماعية والعلمية.
- أنشأ المجلة العربية وكان المشرف العام لها، وكان يخصها بمقالاته وبحوثه وأفكاره تحت عنوان(خطوة على الطريق الطويل).
- أثرى الصحف والمجلات بالكلمات الهادفة التي يكتبها تحت عنوان (كفاحنا).

## مؤلفاته
له عدة مؤلفات منها:
- كرامة الفرد في الإسلام.
- دورنا في الكفاح.
- معاملة الإسلام للمرأة.
- التنظيم القضائي في المملكة العربية السعودية.
- خواطر جريئة.
- خواطر على الطريق الطويل.[6]

## وفاته
توفي إثر نوبة قلبية وهو على رأس العمل حيث كان يوقع معاملات وزارة التعليم العالي مساء السبت 17 جمادى الأول عام 1407هـ عن عمر ناهز الخامسة والخمسين وكان بجانبه السكرتير الخاص به محمد النهاري.

## أبنائه
من أبنائه:
- هشام بن حسن بن عبدالله آل الشيخ
- محمد بن حسن بن عبدالله آل الشيخ
- عبدالرحمن بن حسن بن عبدالله آل الشيخ
- عبد الله بن حسن بن عبد الله آل الشيخ
- أسامة بن حسن بن عبد الله آل الشيخ

احفاده: 
- عبد الله بن هشام بن حسن ال الشيخ
- العنود بنت هشام بن حسن ال الشيخ
- حسن بن هشام بن حسن ال الشيخ
- هيفاء بنت محمد بن حسن ال الشيخ
- ساره بنت محمد بن حسن ال الشيخ
- هاله بنت محمد بن حسن ال الشيخ
- لمى بنت محمد بن حسن ال الشيخ
- فيصل بن عبد الرحمن بن حسن ال الشيخ
- نوره بنت عبد الرحمن بن حسن ال الشيخ
- مها بنت عبد الرحمن بن حسن ال الشيخ
- ريما بنت عبد الرحمن بن حسن ال الشيخ
- مضاوي بنت عبد الله بن حسن ال الشيخ
- حسن بن عبد الله بن حسن ال الشيخ
- عبد العزيز بن عبد الله بن حسن ال الشيخ
- مشاعل بنت عبد الله بن حسن ال الشيخ
- محمد بن عبد الله بن حسن ال الشيخ
- نوف بنت اسامه بن حسن ال الشيخ
- نواف بن اسامه بن حسن ال الشيخ
- ديما بنت اسامه بن حسن ال الشيخ

| سبقه يوسف بن يعقوب الهاجري       | وزير الصحة السعودي 1386 هـ - 1390 هـ            | تبعه جميل بن إبراهيم الحجيلان       |
| سبقه عبد العزيز بن محمد آل الشيخ | وزير التربية والتعليم السعودي 1390 هـ - 1395 هـ | تبعه عبد العزيز بن عبد الله الخويطر |
| سبقه لا يوجد                     | وزير التعليم العالي السعودي 1395 هـ - 1408 هـ   | تبعه عبد العزيز بن عبد الله الخويطر |

## وصلات خارجية
- حسن بن عبد الله آل الشيخ.. ثلاثون عامًا من الرحيل